# Nikos Kotzias
Nikolaos Kotzias (Grieks: Νικόλαος Κοτζιάς) (Athene, 19 november 1950) is een Griekse politicus. Tussen januari en augustus 2015 en tussen september 2015 en oktober 2018 was hij minister van Buitenlandse Zaken in de regeringen van Alexis Tsipras.

## Leven en werk
Kotzias studeerde economie, politieke wetenschappen en filosofie (MA) aan de universiteit van Athene. Aan de Universiteit van Gießen heeft hij tevens Recht en Europese integratie (PhD en postdoc) gestudeerd. Daarna was hij werkzaam als onderzoeker en docent aan de universiteiten van Marburg, Oxford en Harvard. Vanaf 2008 is hij hoogleraar politieke theorieën en internationale en Europese studies aan de Universiteit van Piraeus.
Ten tijde van het Kolonelsregime (1967-1974) sloot Kotzias zich aan bij de Lambrakisjeugd. Later werd hij een lid van het bestuur van de Communistische Partij van Griekenland. Kotzias werd meerdere keren veroordeeld door militaire rechtbanken voor zijn lidmaatschap van de partij. Binnen de partij was hij de voornaamste ideoloog. Kotzias werd geprezen voor zijn grote kennis van de marxistische filosofie. 
Kotzias verliet de Communistische Partij nadat zijn partij had besloten om samen te werken met Nea Dimokratia. Deze samenwerking had als doel om de voormalige premier Andreas Papandreou voor het gerecht te brengen wegens corruptie. Kotzias vond de samenwerking onverenigbaar met de idealen van de communistische partij en besloot de partij te verlaten. Tussen 1993 en 2008 was hij werkzaam bij de diplomatieke dienst van het ministerie van Buitenlandse Zaken. In deze functie was Kotzias verantwoordelijk voor de onderhandelingen van het Verdrag van Amsterdam (1997-99), de EU-Agenda 2000 (2000), de Europese Grondwet (2003-2005) en de Grieks-Turkse betrekkingen. 
Tussen 27 januari en 28 augustus 2015 was Kotzias minister van Buitenlandse Zaken in het eerste kabinet van Alexis Tsipras. Tussen 23 september 2015 en 20 oktober 2018 bekleedde hij deze functie opnieuw in het kabinet-Tsipras II.
- Gemeinsame Normdatei: 103165932
- International Standard Name Identifier: 0000 0000 7853 4951
- Library of Congress Control Number: n83135092
- Nationale Bibliotheek van Letland: 000135941
- Nationale Bibliotheek van Tsjechië: vse2007379066
- Nationale bibliotheek van Australië: 35208890
- Nationale Bibliotheek van Israël: 987007319974805171
- Nederlandse Thesaurus van Auteursnamen: 098859846
- Système universitaire de documentation: 110733975
- Virtual International Authority File: 47171211
- WorldCat: E39PBJqFQQmwvGbKR6FBRJJCcP